# Rhagophthalmus sausai
Rhagophthalmus sausai är en skalbaggsart som beskrevs av Wittmer 1997. Rhagophthalmus sausai ingår i släktet Rhagophthalmus och familjen Rhagophthalmidae. Inga underarter finns listade i Catalogue of Life.